# 1950年南斯拉夫议会选举
南斯拉夫于1950年3月26日举行了议会选举。这是第一次在赤裸裸的共产主义统治下举行的选举。在1945年的选举后不久，南斯拉夫共产党就掌握了全部权力，当时它废除了君主制，宣布南斯拉夫为共和国。
由共产党控制的人民阵线是唯一参加选举的组织，获得了94.2%的选票。

## 背景
1950年1月通过了一项新的选举法。克罗地亚农民党的伊姆罗·菲拉科维奇是唯一一位投反对票的议员，他抱怨这项法律不允许反对党监督计票过程。结果，他在国民大会上遭到嘲笑。
新的法律允许个人候选人参加国民议会的选举，取代了以前的封闭式名单制度，尽管民族委员会仍然保留封闭式名单制度。候选人需要100名注册选民的签名才能竞选公职。然而，到此时，执政的人民阵线已不再容忍反对党。结果，每个选区只有一名人民阵线候选人。总理约瑟普·布罗兹·铁托声称，任何替代方案都将敌视社会主义，“这是我们自然不能允许的”。
由于没有反对派候选人，选民可以选择投票支持人民阵线或投反对票。投票是用橡皮球进行的，选民必须把手放在两个投票箱里以确保保密。
在“成功的再教育”之后，67 000名因“反人民活动”而被剥夺了选举权的选民恢复了选举权，但仍有56 000人因此而继续被剥夺选举权，未被恢复。